# Azawakh

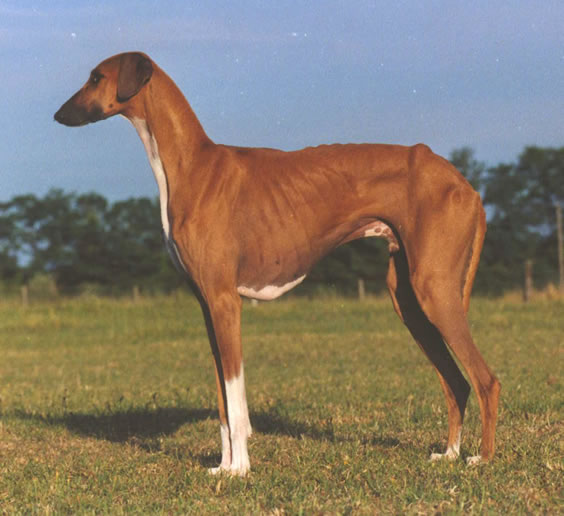
Perro de raza Azawakh.

El Azawakh es una raza canina africana presente en países como Malí, Níger y Burkina Faso. Este lebrel ha sido tradicionalmente utilizado por diversos pueblos nómadas del Sáhara como guardián y como cazador de gacelas.

## Tamaño y peso
Alzada a la cruz: Machos de 63 a 73 cm y un peso aproximado entre 19 y 24 kilogramos. La de las hembras es más pequeña en aproximadamente de 60 a 71 cm con un peso de 14 a 19 kilogramos. También está admitida una alzada mayor, siempre que la simetría no esté comprometida.

## Cabeza
La cabeza del Azawakh es larga, delgada y cincelada, y la bóveda craneal es aplanada. La nariz es negra o marrón oscura, y tiene fosas nasales bien abiertas. El hocico es largo y recto, adelgazándose hacia su extremo, pero sin llegar a ser puntiagudo.

## Ojos y orejas
Los ojos grandes y en forma de almendra son de color oscuro o ámbar. Las orejas son de forma triangular con el extremo romo y están insertas muy arriba. Son delgadas y caen planas, pegadas al cráneo.

## Cola
No muy ancha, disminuyendo su espesor hacia la punta. La textura y color del pelo es semejante al del cuerpo. Termina en una brocha blanca. Caída con la punta ligeramente curvada.

## Pelaje
El pelaje de estos perros es corto y fino, y se admite en diferentes tonalidades de leonado, desde el arena claro hasta el leonado oscuro. También se acepta el atigrado. El pecho, la punta de la cola y cada una de las cuatro patas deben presentar manchas blancas.

## Temperamento
El Azawakh es un perro reservado y distante con los extraños, pero leal, atento y afectuoso con los suyos. Es un perro con fuertes instintos territoriales y protectores, por lo que puede ser un buen guardián.
Estos perros no responden bien al adiestramiento tradicional. Se deben emplear métodos de adiestramiento canino en positivo.
Tampoco es una buena elección para familias que tienen otras mascotas no caninas, o perros pequeños, ya que el instinto cazador del Azawakh es muy fuerte. Sin embargo, puede llevarse muy bien con perros (de preferencia de razas medianas o grandes) con los que ha sido criado desde cachorro.

## Salud y esperanza de vida
El Azawakh alcanza una esperanza de vida de alrededor de 12 años. Es susceptible a algunos problemas de salud, tales como epilepsia, torsión gástrica, espondilosis y problemas auto inmunes. También es muy susceptible a los climas fríos.